# Charles François de Lannoy
Pour les articles homonymes, voir Lannoy (homonymie).
Pour les autres membres de la famille, voir Maison de Lannoy.
Charles François, comte de Lannoy, seigneur de Wattignies, né à Tournai le 25 mars 1741 et mort à Lille le 26 mai 1792, est un militaire des Pays-Bas méridionaux et homme politique français du XVIIIe siècle.

## Biographie
Issu de la maison de Lannoy, famille noble alliée aux Mérode, Charles François était maréchal de camp, quand il fut élu, le 7 avril 1789, député de la noblesse aux États généraux par le bailliage (gouvernance) de Lille.
Il demanda la suppression du droit de triage.
Après l'« affaire de Tournay », il faillit être arrêté à Bruxelles, par ordre des États, au mois de juin 1790, comme commandant de la Légion nervienne.
Il mourut peu de temps après.